# Oberlin College
L'Oberlin College è un liberal arts college
privato di Oberlin (contea di Lorain, nell'Ohio) noto per essere stato la prima istituzione americana di istruzione superiore ad ammettere regolarmente studentesse e persone di colore. Il motto del college è "Learning and Labor" ("istruzione e lavoro"). In origine i colori della scuola erano rosso cardinale e giallo mikado, anche se sono spesso usati i più comuni cremisi e oro. Quei colori sono stati formalmente designati per il College da una commissione di facoltà nel 1889 e fu preso spunto dallo stemma di famiglia di John Frederick Oberlin. Essi sono conservati nel registro ufficiale dei colori della scuola gestito dall'American Council on Education.
L'Oberlin è un membro della Great Lakes Colleges Association e del Five Colleges of Ohio consortium.

## Storia

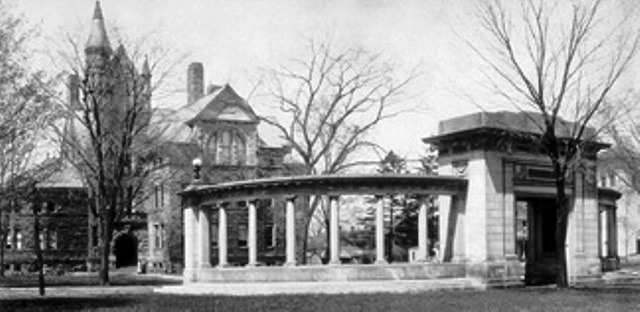
Il campus Oberlin nel 1909; da sinistra a destra la Peters Hall e il Memorial Arch.

Sia il College che la città di Oberlin sono stati fondati nel 1833 da due pastori presbiteriani, John Shipherd e Philo P. Stewart. Usarono quel nome in onore di Jean-Frédéric Oberlin, un pastore alsaziano che entrambi ammiravano. L'Oberlin divenne noto sotto la guida del suo secondo presidente, Charles Grandison Finney, a cui è dedicata una delle cappelle del College. Il primo presidente dell'Oberlin fu Asa Mahan (1800-1889), dal 1835 al 1850.
Il College fu costruito su 500 acri (2 km²) di terreno donato per quello scopo dal proprietario, che viveva nel Connecticut. Shipherd e Stewart pensavano di realizzare una comunità religiosa e una scuola.
L'Oberlin è stato spesso associato a cause progressiste. I suoi fondatori si vantavano che "Oberlin is peculiar in that which is good" ("Oberlin è speciale per il fatto che è buono"). L'Oberlin College è stato il primo negli Stati Uniti ad ammettere regolarmente studenti afroamericani (1835). È anche il più antico istituto che applicò con continuità la coeducazione, da quando quattro donne vi furono ammesse nel 1837. Le quattro donne, le prime ad essere ammesse come studentesse a pieno titolo, si chiamavano Mary Kellogg (Fairchild), Mary Caroline Rudd, Mary Hosford ed Elizabeth Prall. Tutte completarono gli studi tranne la Kellogg. Mary Jane Patterson si laureò nel 1862; fu la prima donna di colore a conseguire il BA (Bachelor of Arts). Il College fu inserito tra i National Historic Landmark (monumenti nazionali) il 21 dicembre 1965 per la sua rilevanza nell'aver ammesso studenti afroamericani e donne. Gli inizi del College furono difficili, il reverendo Keep e William Dawes si recarono in Inghilterra per raccogliere fondi nel 1839-40.
Uno storico ha definito Oberlin "il luogo che diede inizio alla guerra civile" per la sua reputazione di culla dell'abolizionismo. Oberlin era una tappa importante per la Ferrovia Sotterranea. Nel 1858 studenti e docenti furono coinvolti nella "Oberlin-Wellington Rescue", controversia su uno schiavo fuggiasco, che divenne nota a livello nazionale. Due protagonisti di questa vicenda, Lewis Sheridan Leary e John Anthony Copeland, insieme ad un altro residente di Oberlin, Shields Green, parteciparono anche al raid di John Brown contro Harpers Ferry. Questo retaggio fu commemorato nel campus dall'installazione del 1977 dello scultore Cameron Armstrong, "Underground Railroad Monument" (un tratto di binari ferroviari che fuoriesce dalla terra e punta al cielo) e monumenti nella città all'Oberlin-Wellington Rescue e al raid contro Harpers Ferry.

### I dormitori misti

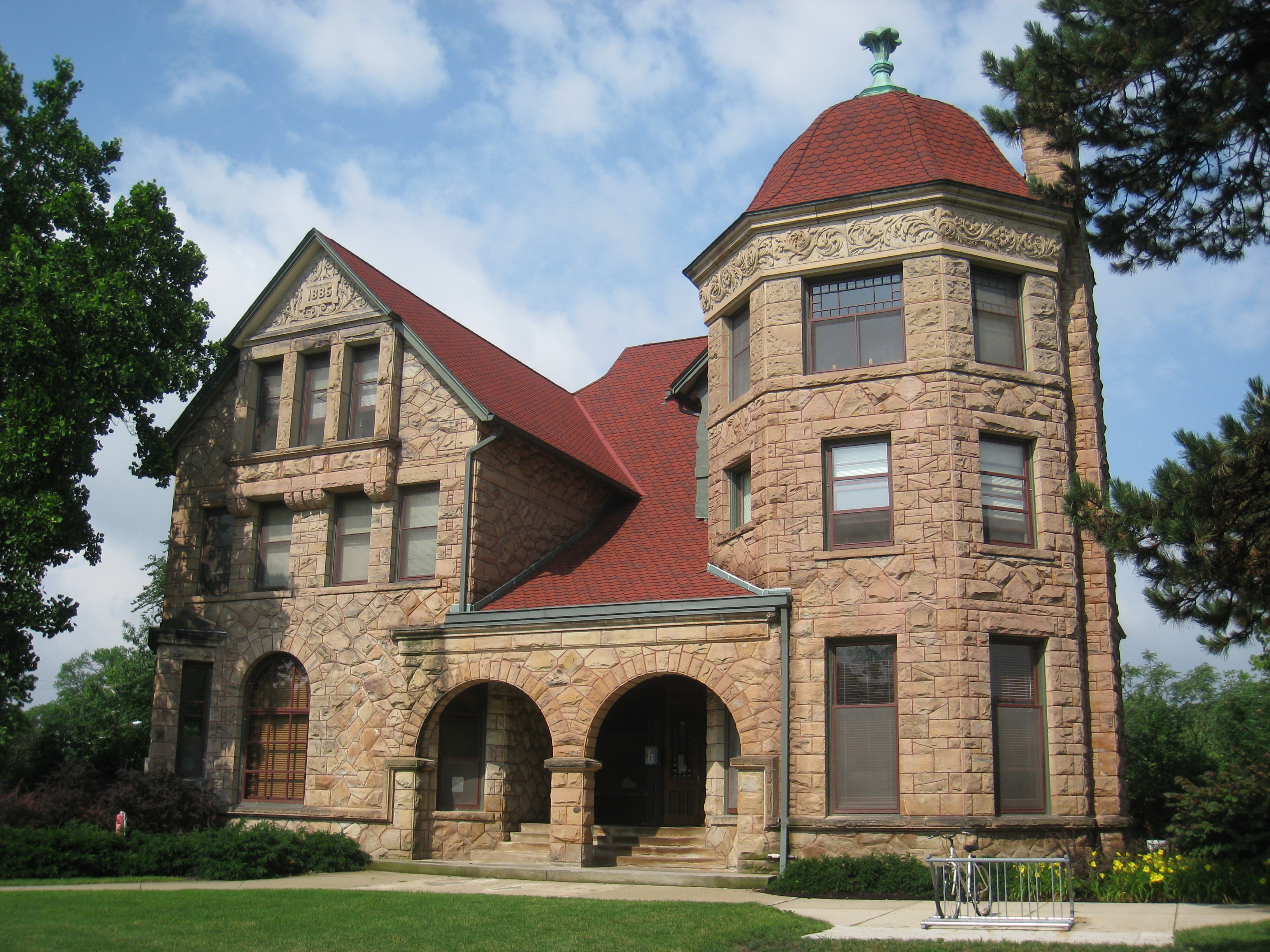
Il Baldwin Cottage

Nel 1970 l'Oberlin comparve in copertina su Life Magazine come uno dei primi college del Paese ad avere introdotto dormitori misti.
Lo storico Geoffrey Blodgett, professore e laureato all'Oberlin, ha sottolineato che i dormitori del campus provocavano disagio e alienazione tra gli studenti nel corso degli anni 1960. Gli studenti si opposero ai nuovi dormitori costruiti negli anni 1950 e 1960 (Dascomb Hall, East Hall, North Hall e South Hall), chiamandoli "parallelepipedi per dormire e mangiare" e ben presto questa protesta si incanalò in ben altri conflitti, come le lotte per i Diritti Civili e la Guerra del Vietnam. Dascomb Hall da stimolo della protesta divenne veicolo del cambiamento sociale nel 1967, quando fu trasformata in un dormitorio misto nel periodo invernale del 1969. All'Hebrew House (ora Johnson House) era stato organizzato un winter term project (vedi più avanti) per gestirlo in modo simile a un kibbutz israeliano. L'esperimento fu un successo e ora tutti i dormitori dell'Oberlin College sono misti, tranne uno: il Cottage Baldwin che è aperto solo alle donne e agli studenti transgender.

## Didattica
Dei circa 2.800 studenti dell'Oberlin, circa 2.200 sono iscritti al College of Arts & Sciences, 400 al Conservatory of Music e i restanti 200, ad entrambi (College e Conservatory) con il piano di studi Double Degree che dura cinque anni. Nel 2010 il rapporto studenti docenti era di 11:1 nei corsi Arts and Sciences e 8:1 in Conservatory of Music; il 68% delle classi aveva meno di 20 studenti. La retta annua ammontava a circa 40.000 dollari. Gli studenti sono per il 46% di sesso maschile e per il 54% di sesso femminile. Gli studenti di colore sono il 20%. Per quanto riguarda la provenienza il 92,8% sono statunitensi (il 9,1% dall'Ohio). Il 7,2% proviene da circa 50 nazioni diverse.

### College of Arts and Sciences

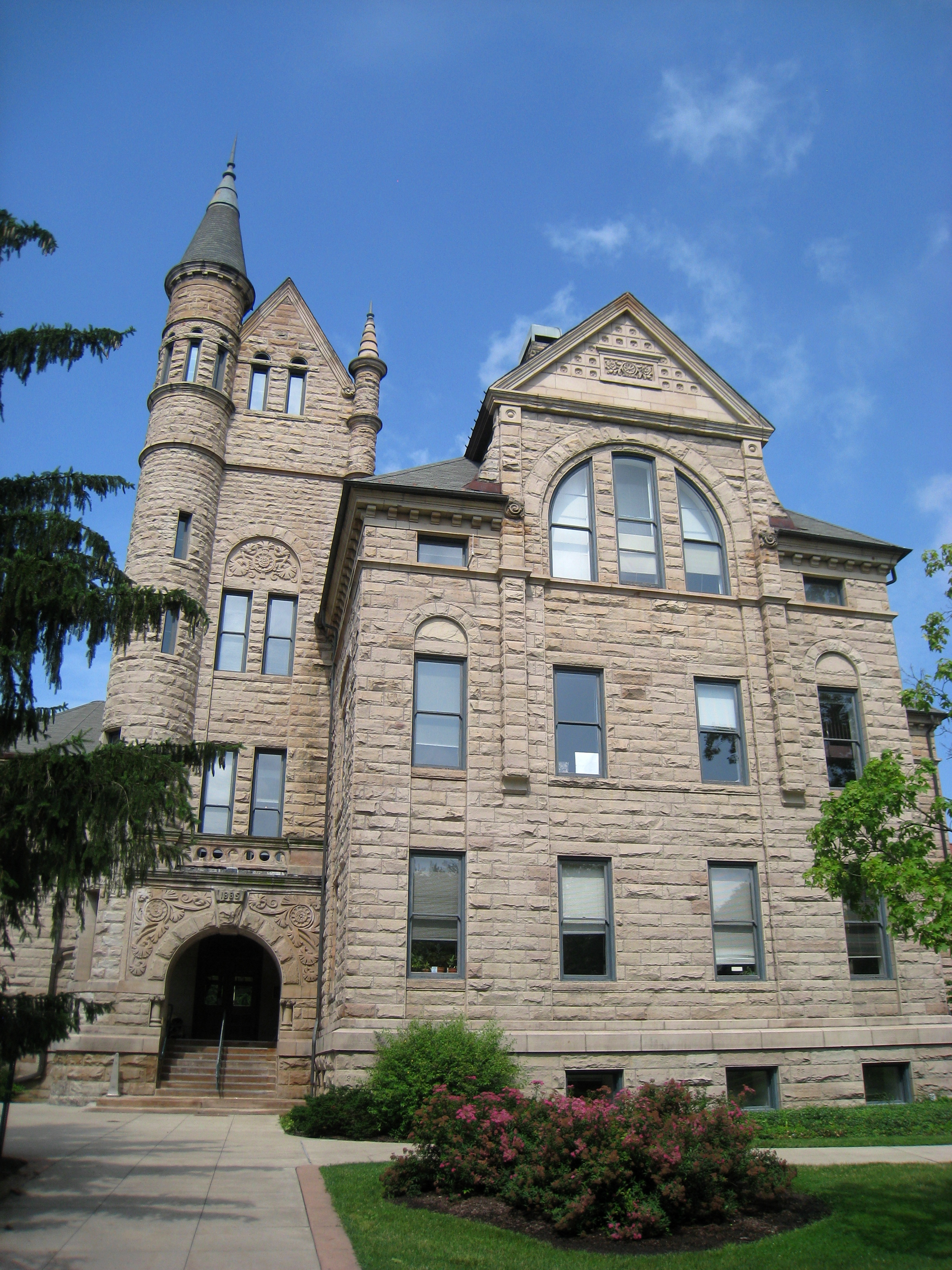
Peters Hall, sede dei dipartimenti di lingue straniere.

Il College of Arts and Sciences offre più di 45 major (corsi di studio principali), minor e concentration (un tipo di major). Le più popolari major nei corsi degli ultimi dieci anni sono state (in ordine) Inglese, Biologia, Storia, Scienze politiche e Studi ambientali. I corsi scientifici del College sono considerati validi pur trattandosi di un piccolo liberal arts college, soprattutto Chimica e Neuroscienze.

### Il Conservatorio di Musica

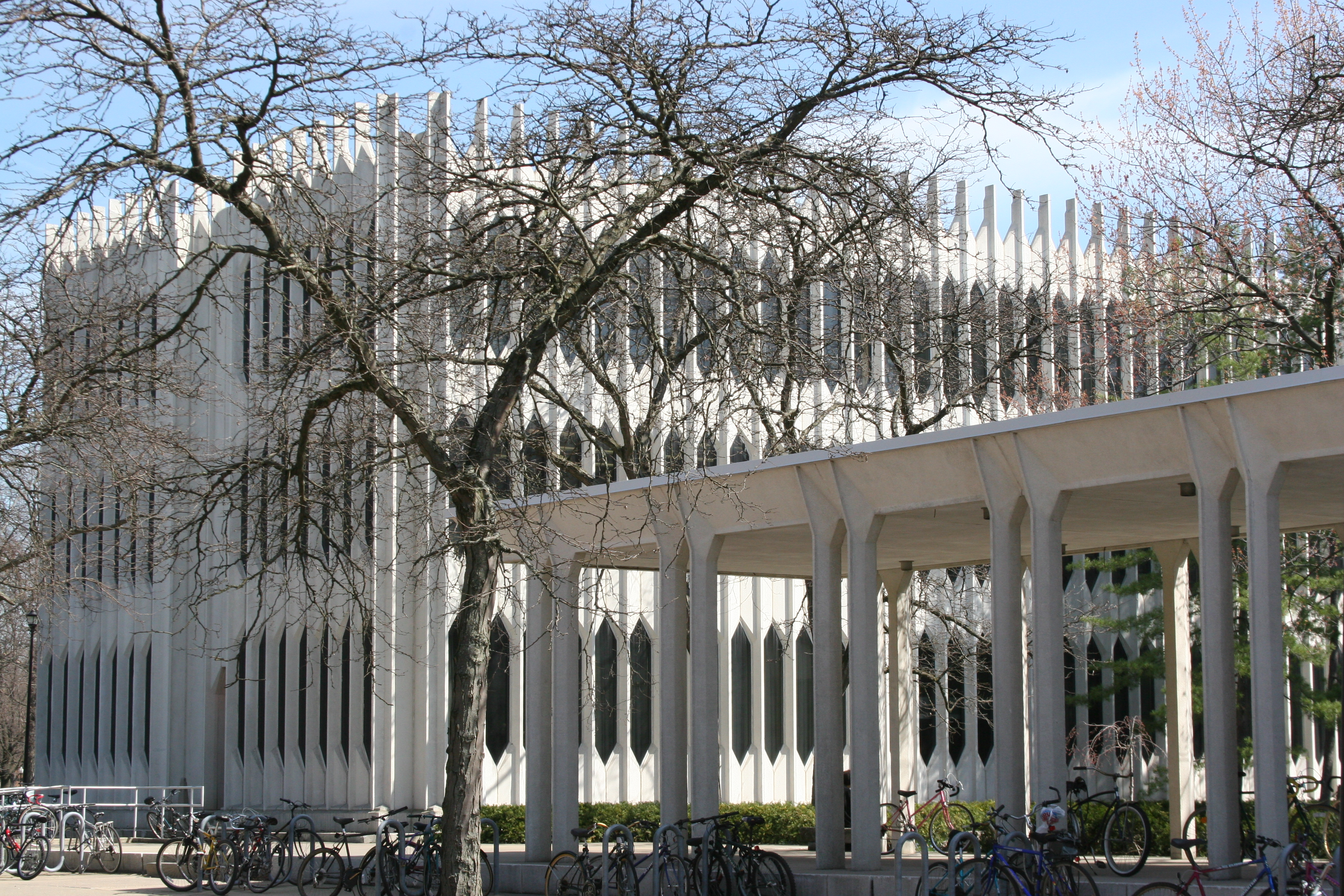
Il Conservatorio di Musica dell'Oberlin College

Il Conservatorio di musica di Oberlin, ritenuto di prim'ordine, si trova nel campus dell'Oberlin College. L'ammissione al Conservatorio è molto selettiva, con oltre 1400 audizioni di candidati da tutto il mondo per 120 posti. Come risultato, la qualità della comunità artistica dell'Oberlin è alta. Gli studenti beneficiano di oltre 500 esecuzioni all'anno, la maggior parte gratuite, con concerti e recital quasi quotidianamente. Nel 2010 il Conservatorio di Oberlin ha ricevuto la National Medal of the Arts dal presidente Barack Obama.

### L'Allen Memorial Art Museum
L'Allen Memorial Art Museum, con oltre 12.000 opere, è stato il primo museo di arte ad ovest dei monti Allegani e si ritiene sia alla pari con quelli di Princeton, Harvard e Yale.

### La biblioteca

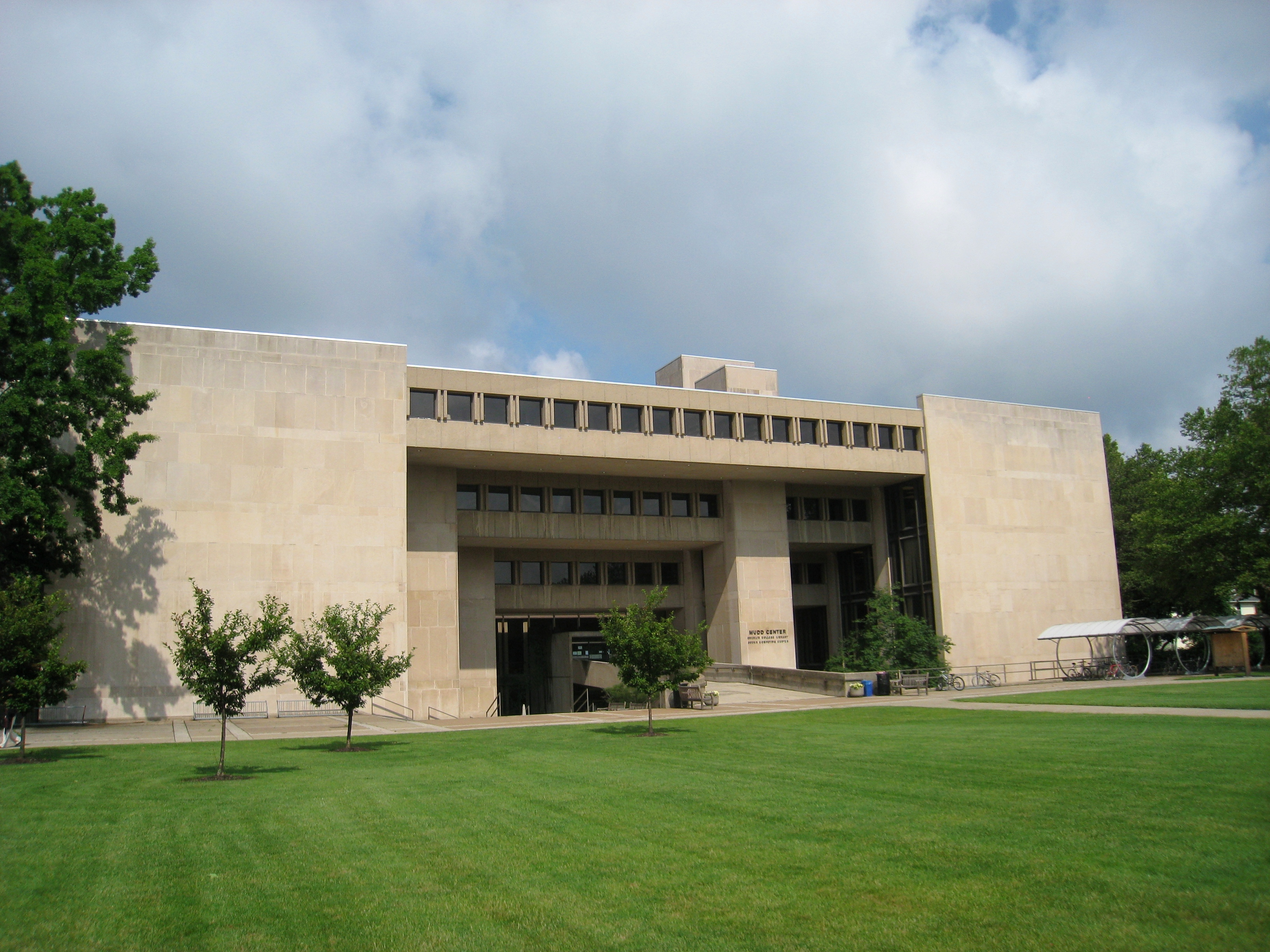
Il Mudd Learning Center, sede della biblioteca principale.

L'Oberlin College Library è una delle migliori e più grandi biblioteche per studi universitari della Nazione. Oltre a quella principale ci sono sezioni specialistiche d'arte, musica, e scienze e un deposito centralizzato. Le biblioteche hanno importanti collezioni di opere stampate e multimediali e permettono l'accesso a una vasta gamma di banche dati on-line e riviste. Oltre ai più di 2,4 milioni di opere a disposizione nel campus, gli studenti dell'Oberlin hanno rapido accesso a più di 46 milioni di volumi di oltre 85 istituzioni in Ohio attraverso il consorzio OhioLINK. In aggiunta all'ampiezza di questo patrimonio, l'Oberlin College Library è nota per la sua qualità: ha ricevuto l'Excellence in Academic Libraries Award dalla Association of College and Research Libraries nel 2002
e nel 2006 la stessa associazione ha premiato il direttore delle Biblioteche, Ray English, con Academic/Research Librarian of the Year Award. Nell'estate del 2007 il piano principale della biblioteca più grande è stata trasformato in un Academic Commons che fornisce il supporto integrato di apprendimento ed è un centro di attività accademiche e sociali.

### Il consorzioOhioLINK
Gli studenti e i docenti dell'Oberlin beneficiano dell'adesione al consorzio OhioLINK, rete telematica che permette l'accesso a più di 12.000 riviste online, 130 database, più di 18.000 EBook e alle collezioni digitali multimediali sono in rapida crescita. L'OhioLINK Central Catalog contiene informazioni sul patrimonio librario di 87 biblioteche dello Stato, tra cui la Biblioteca di Stato dell'Ohio (State Library of Ohio), oltre al Center for Research Libraries. La collezione è prossima ai 10 milioni di dati che descrivono 27,5 milioni di documenti; gli studenti universitari rappresentano la percentuale maggiore dei prestiti dell'OhioLINK - con cui ogni studente iscritto può facilmente avere in consultazione libri e altri documenti di qualsiasi altra libreria collegata.

### Experimental College
Il programma "Experimental College", o ExCo, è gestito dagli studenti e permette loro (o a persone interessate) di tenere una propria lezione ottenendo un numero limitato di crediti universitari. Le classi ExCo per definizione riguardano argomenti non coperti dai dipartimenti o facoltà esistenti.
Molti corsi integrano le discipline convenzionali, dalle lingue e settori del cinema o della letteratura, a gruppi musicali, arti marziali e vari tipi di danza. Altri corsi ExCo coprono una vasta gamma di argomenti, in passato andavano dalla preparazione e manutenzione di acquari, alle capacità tecniche delle popolazioni primitive,
al gioco con l'Hacky Sack. A causa della natura di ExCo il numero e tipologia dei corsi varia enormemente da semestre a semestre anche se alcuni sono continuati invariati per anni.

### Winter Term
Un altro aspetto della didattica all'Oberlin è il Winter Term durante il mese di gennaio. Questo term è stato creato per consentire agli studenti di occuparsi di argomenti o attività non contemplate nei corsi regolari del College. Gli studenti possono lavorare da soli o in gruppo, nel campus o all'esterno, e possono ideare un proprio progetto o scegliere da un elenco di corsi e tirocini istituito dal College ogni anno. I progetti spaziano dalla seria ricerca accademica con partecipazione in pubblicazioni scientifiche, a progetti umanitari, a cinema d'avanguardia con soggetto uno storico quartiere di Chicago, all'arte di fare i cocktail.

## Cultura nelCampus

### Student Cooperative Association
La Oberlin Student Cooperative Association, o OSCA, è una società non a scopo di lucro che dà alloggio a 175 studenti e fornisce i pasti a 620 studenti in più località. Il suo bilancio è di quasi 2 milioni di dollari, che la rende la terza più grande del suo genere nel Nord America e di gran lunga la più grande rispetto alle dimensioni della scuola che serve.
L'OSCA è interamente gestita da studenti che partecipano come cuochi, compratori, amministratori, organizzatori. Ogni partecipante è tenuto a fare almeno un'ora alla settimana di pulizia; nessuno è considerato al di sopra degli altri. Nell'OSCA la maggior parte delle decisioni vengono prese col metodo del consenso. All'Oberlin sono vietate tutte le fraternities e sororities, rendendo la cooperativa il più grande sistema sociale organizzato da studenti nel College.

### Attività politiche

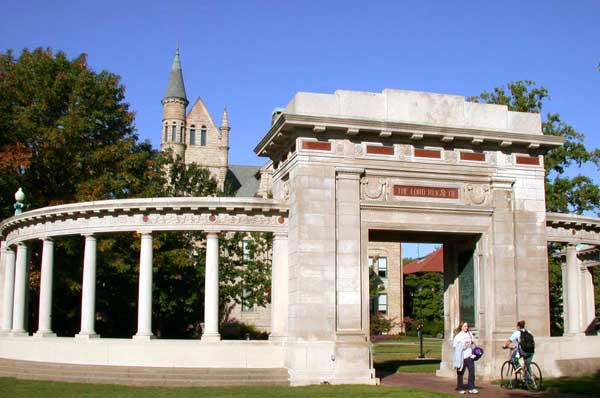
Il Memorial Arch, situato davanti alla Peters Hall, è dedicato alla memoria dei missionari dell'Oberlin uccisi nella Ribellione dei Boxer.

Gli studenti dell'Oberlin hanno fama di essere particolarmente liberali o progressisti. Recenti decisioni degli studenti hanno portato al divieto di vendita dei prodotti della Coca-Cola in tutto il campus.
L'Oberlin è noto anche per il suo atteggiamento liberale nei confronti della sessualità e della manifestazione della propria identità sessuale. La scuola ospita un Centro di Informazione sessuale, dove gli studenti possono fare i test STI (Sexually Transmitted Infection: malattie sessualmente trasmissibili), avere profilattici a prezzi fortemente scontati e consulenza su questioni sessuali. Il Centro di Informazione sessuale, sponsorizzato da "Safer Sex Night", ebbe origine nel 1980 come risposta alla forte diffusione dell'AIDS, così come il "Drag Ball" (letteralmente: ballo dei travestiti), settimana di sensibilizzazione per i problemi dei transessuali. Entrambi questi eventi sono molto frequentati dagli studenti, anche se hanno attirato critiche dai benpensanti.
L'Oberlin è finalista nella gara "Most Vegetarian-Friendly college" organizzata dal PETA "People for the Ethical Treatment of Animals".
La reputazione della scuola di accoglienza senza discriminazioni si vede dalle persone invitate in passato per pronunciare il discorso in occasione del conferimento dei diploma accademici: da Desmond Tutu, Martin Luther King e Jesse Jackson a figure così diverse come Pete Seeger e Robert Frost; anche Adlai Stevenson invitato appena un mese prima della sua morte.

### Musica
Oltre al Conservatorio, l'Oberlin offre una moltitudine di opportunità musicali per i musicisti dilettanti e gli studenti del college. L'Oberlin Gilbert and Sullivan Players (OGASP) esegue una operetta di Gilbert e Sullivan ogni semestre. L'Oberlin College Marching Band (OCMB), completamente gestita da studenti e fondata nel 1998, si esibisce in occasione di varie manifestazioni sportive, comprese le partite di football, rugby femminile e i pep rally (raduni di incitamento dei giocatori da parte dei tifosi prima di una gara) tutto l'anno. Ci sono una serie di gruppi a cappella tra cui gli Obertones (tutto maschile), Nothing But Treble (femminile) e Round Midnight (gruppo misto di jazz). Inoltre, gli studenti del College possono formare gruppi di musica da camera ed essere aiutati nella preparazione dal Conservatorio. Inoltre gli studenti di composizione richiedono musicisti che eseguano le loro opere.
La stazione radio in FM dell'College, WOBC-FM e i luoghi di ritrovo (tra cui il popolare locale del campus, "The 'Sco")
contribuiscono a completare la scena musicale. Molti alunni hanno fatto carriera nella musica popular e indie, compresi i membri delle band The Mars Volta, i Come, i Deerhoof, Liz Phair, Josh Ritter, Songs: Ohia, The Sea and Cake, i Tortoise, i Trans Am, gli Sleepytime Gorilla Museum, gli Skeletons, e gli Yeah Yeah Yeahs. Dovuto in parte a questo e alla vicinanza della scuola a Cleveland, il College richiama artisti in tour con una frequenza quasi senza precedenti tra le istituzioni delle sue dimensioni.
L'Oberlin College è anche la sede del gruppo Oberlin Steel (usa gli steel drum), in passato noto come Can Consortium. Il nome fu cambiato nel 2000 perché troppe persone cominciavano a chiamare i tamburi ("padelle") "bidoni" (in inglese: can) a causa del loro nome. La band ha suonato a Central Park, al Lincoln Centere al Lincoln Memorial.
All'Oberlin College è stato registrato live il 15 aprile 1966 l'album discografico The Best of Mississippi John Hurt, del bluesman statunitense Mississippi John Hurt.

### Opere artistiche a noleggio
Il museo dell'Oberlin ha un programma di noleggio di opere d'arte unico nel suo genere. All'inizio di ogni semestre numerosi studenti si accampano davanti alla porta nord dell'Allen Memorial Art Museum nella speranza di ottenere le migliori incisioni, litografie e dipinti originali di artisti come Renoir, Warhol, Dalí e Picasso. Per cinque dollari a semestre, gli studenti possono appendere queste opere sulle pareti dei loro dormitori. Il programma nacque nel 1940 ad opera di Ellen Johnson, professoressa d'arte all'Oberlin, al fine di sviluppare "la sensibilità estetica degli studenti e favorire la capacità di riflessioni ponderate e discernimento in altri settori della loro vita".

## Sostenibilità ambientale
L'Oberlin College ha dimostrato il proprio impegno al perseguimento della sostenibilità ambientale su diversi fronti. Si stima che circa il 50% del fabbisogno di energia elettrica della scuola sia soddisfatto ricorrendo a fonti di energia rinnovabile. L'Adam Joseph Lewis Center for Environmental Studies è un edificio del Dipartimento dell'Energia degli Stati Uniti etichettato come una "pietra miliare" del XX secolo, comprende impianti fotovoltaici per 425 metri quadri (4600 piedi quadri), il più grande del suo genere in Ohio. La scuola utilizza veicoli a biodiesel, ibridi ed elettrici per vari scopi, offre un sostegno finanziario ad una società che fornisce collegamenti di trasporto pubblico con la scuola e ospita dal 1986 la "Bike Oberlin Co-op",
centro cooperativo di noleggio, riparazione e educazione all'uso della bicicletta. Ogni edificio dove risiedono gli studenti mostra su un display l'energia e la quantità di acqua consumate con dati cronologici e sistema real-time. Alcuni dormitori hanno anche lampade luminose, dette energy orbs (orbs, sfere), che cambiano colore a seconda del consumo di energia. Se il consumo di energia attuale è inferiore, uguale o maggiore a quello tipico per quell'ora del giorno diventano verdi, gialle e rosse rispettivamente. I Campus Committee della scuola, sotto la responsabilità degli azionisti, danno a studenti, docenti e personale la possibilità di formulare proposte e scelte mediante il voto proxy (voto per delega).
Nel 2007 l'Oberlin ha ricevuto il voto "B+" nella annuale College Sustainability Report Card rilasciata dal Sustainable Endowments Institute ed è stata nominata tra le scuole "Campus Sustainability Leader".
Nel 2008 l'Oberlin ha ricevuto un "A-" nella College Sustainability Report Card annuale. È stato anche indicato da "Plenty magazine" nelle sue valutazioni sui campus come la scuola greenest conscience (con la più grande sensibilità ai problemi ambientali).

## Pubblicazioni
Gli studenti dell'Oberlin pubblicano una grande varietà di periodici. Le maggiori pubblicazioni sono la The Oberlin Review e The Grape. La Oberlin Review è un settimanale tradizionale, che tratta fatti di attualità, con una tiratura di circa 2 500 copie. The Grape è un quotidiano alternativo redatto da studenti dell'Oberlin. Vi è anche un giornale riguardante gli interessi degli studenti di colore dal nome In Solidarity.
Le riviste del campus comprendono anche Drivel Magazine, di carattere satirico e umoristico, Plum Creek Review, una rivista letteraria, contenente opere di narrativa e poesia, composte da studenti, Spiral, una rivista incentrata sul genere narrativo. Il College pubblica anche un periodico trimestrale Oberlin alumni magazine, mentre il Conservatorio ha una sua rivista che esce una volta all'anno.
Nel 2009 due studenti hanno aperto Fearless and Loathing, un blog d'informazione.

## Attività sportive
Le squadre sportive del College si chiamano Yeomen e Yeowomen, maschile e femminile rispettivamente. Partecipano alla III divisione della National Collegiate Athletic Association e alla North Coast Athletic Conference. La squadra di football americano dell'Oberlin fu la prima squadra allenata dal leggendario John Heisman, che nel 1892 guidò la squadra in una stagione con 7 vittorie e zero sconfitte. L'Oberlin College è stato l'ultimo college dell'Ohio che riuscì a battere l'Ohio State University (vincendo 7-6 nel 1921). Anche se nei tempi moderni la squadra di football era più nota per le serie di sconfitte in 40 partite (1992-1996) e 44 partite (1997-2001), gli Yeomen hanno goduto di un successo limitato negli ultimi anni.
Il college ospita anche diverse squadre di club sportivi, incluso il team Ultimate di Oberlin. L'Oberlin Ultimate è stata fondata nel 1976 ed è spesso tra le prime 10 squadre della regione. Recentemente i leader del Dipartimento di atletica e vari club sportivi si sono espressi a favore di un maggiore sostegno delle istituzioni alle squadre, chiedendo che il College consenta l'inserimento di istruttori sportivi professionisti e metta a disposizione mezzi di trasporto per le squadre.

### Football americano
La squadra di football americano dell'Oberlin gioca le sue partite in casa al Savage Stadium.
L'Oberlin giocò la sua prima partita di football nel 1891, concludendo quella stagione con un 2 a 2. Nel 1892 furono allenati da John Heisman; l'Oberlin concluse con un 7 a 0, battendo l'Ohio State University per due volte (40-0 e 50-0).
Oberlin fu uno dei membri fondatori della Ohio Athletic Conference nel 1902, insieme a Western Reserve University, Case School of Applied Science, Ohio State University, Ohio Wesleyan University e Kenyon College. Il campionato era comunemente conosciuto come il "Big Six". Nel 1913 l'Ohio State Buckeyes football (la squadra dell'Ohio State University) passò alla "Big Ten Conference". L'Ohio State University ha il margine di vincita più grande di tutti i tempi sull'Oberlin con il punteggio di 128 a 0 nel 1916. L'Oberlin è stata l'ultima scuola nell'Ohio a sconfiggere l'Ohio State University. Gli Yeomen superarono i Buckeyes per 7 a 6 nell'Ohio Field a Columbus nel 1921.
La squadra dell'Oberlin tra il 1994 e il 2000 è stata ritenuta la quinta tra le peggiori squadre di football di college di tutti i tempi da ESPN.com's Page2. Nel 1994 l'Oberlin ha perso tutte e nove le partite della sua stagione segnando solo dieci punti e subendo 358 punti. Nell'agosto 1996 Sports Illustrated nella sua annuale anteprima (College Football Preview) ha dichiarato l'Oberlin College come la peggiore squadra della Division III. Dopo quattro stagioni senza vittorie dal 1993-1996, l'Oberlin ha aperto la sua stagione del 1997 con una vittoria per 18 a 17 sul Thiel College innescando un tripudio a fine partita, con i tifosi che invasero il campo. La vittoria destò grande attenzione nazionale quando l'ESPN ne parlò in SportsCenter. L'Oberlin non avrebbe più vinto per diversi anni. Lo Swarthmore College e l'Oberlin programmarono un match nel 1999, con entrambe le scuole reduci da una lunga serie di sconfitte, così una delle due poteva mettere fine alla serie negativa. L'Oberlin perse per 42 a 6 e ha continuato la serie di 44 sconfitte che terminò con una vittoria in casa per 53 a 22 sul Kenyon College nell'ottobre 2001.
Da allora la squadra ha avuto un successo modesto, rimanendo competitiva nella maggior parte delle partite e ottenendo 5 vittorie contro 5 sconfitte nel 2003, 2006 e 2007.
Nel marzo del 2008 Chris Schubert, un wide receiver ex Oberlin fu invitato a un mini-camp ospitato dai Cleveland Browns. Non era nella rosa dei candidati ma nel novembre 2008 firmò il contratto con i Mahoning Valley Thunder della Af2. Segnò un touchdown nella sua prima partita per i Thunder.

### Rugby
L'Oberlin ha sia una squadra maschile che una femminile di rugby, i Gruffs e le Rhinos rispettivamente. La squadra di rugby femminile sconfisse 14-0 l'Ohio State University, nella primavera del 2008, e vinse il Teapot Dome Tournament.
La squadra maschile dell'Oberlin College è stata fondata nel 1973 e ha giocato la sua prima partita contro il Black River Elyria Rugby Club. L'Oberlin, con il nome Oberlin College Rugby Club (OCRC), è stato patrocinato dall'Oberlin College Rathskeller, il pub del campus. Nella sua seconda stagione, nel 1974, il team ha ottenuto un record di 3-2 e disponeva di una rosa di 32 atleti costituita principalmente di giocatori di football e lacrosse.

### Ultimate
L'Oberlin ha una squadra maschile e una femminile di Ultimate: Flying Horsecows e Preying Manti
rispettivamente. Gli Horsecows hanno fatto trasferte in college nazionali nel 1992, 1995, 1997 e 1999. Le Preying Manti si sono qualificate per la competizione nazionale per la prima volta nel 1997. Entrambe le squadre mantengono la tradizione mettendo in risalto lo spirito dell'Ultimate. Recentemente i Flying Horsecows, dopo la stagione 2006-2007 senza successi, hanno assunto un allenatore per riportarli in forma e sono riusciti a passare al torneo regionale.

## Nella cultura di massa
Rich Orloff, scrittore teatrale, oltre ad avere studiato all'Oberlin nella sua opera teatrale Vietnam 101: The War on Campus descrive le agitazioni nel Campus dell'Oberlin negli anni 1960 e 1970, a seguito della guerra del Vietnam.

## Presidenti
- Asa Mahan (1835-1850)
- Charles Finney Grandison (1851-1866)
- James Harris Fairchild (1866-1889)
- William Gay Ballantine (1891-1896)
- John Barrows (1899-1902)
- Henry King Churchill (1902-1927)
- Ernest Wilkins (1927-1946)

- William Edwards Stevenson (1946-1960)
- Robert K. Carr (1960-1969)
- Robert W. Fuller (1970-1974)
- Emil Danenberg (1975-1982)
- S. Frederick Starr (1983-1994)
- Nancy Dye (1994-2007)
- Marvin Krislov (2007-oggi)

(Per cenni biografici sui presidenti dell'Oberlin College vedi la nota)